# ویرجین گوردا
ویرجین گوردا (به انگلیسی: Virgin Gorda) یک منطقهٔ مسکونی در بریتانیا است که در اقیانوس اطلس واقع شده‌است.

## نگارخانه

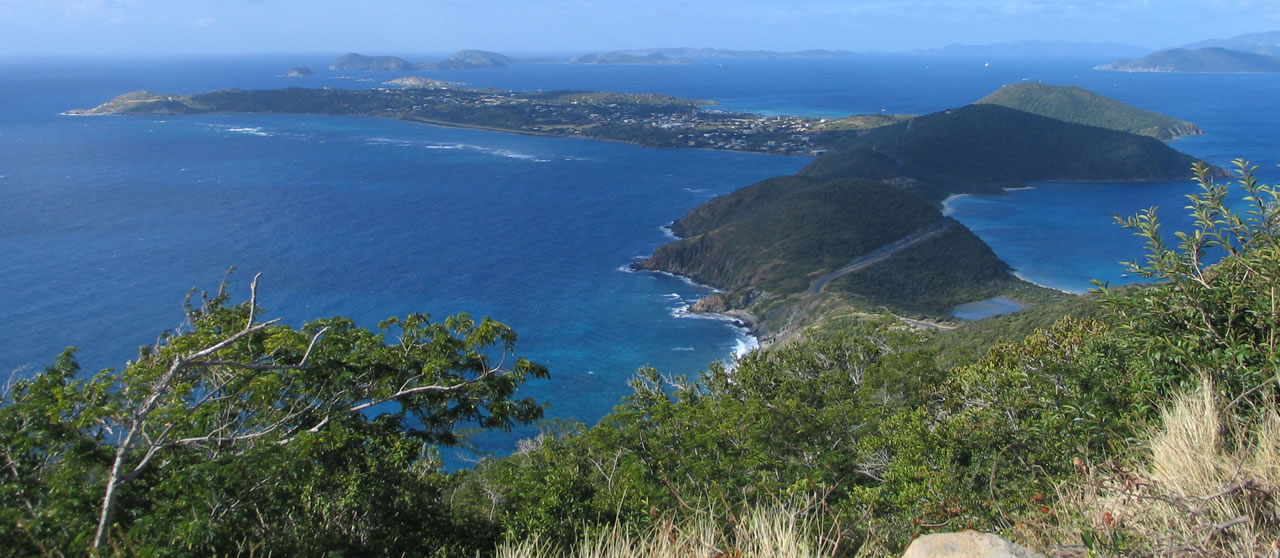
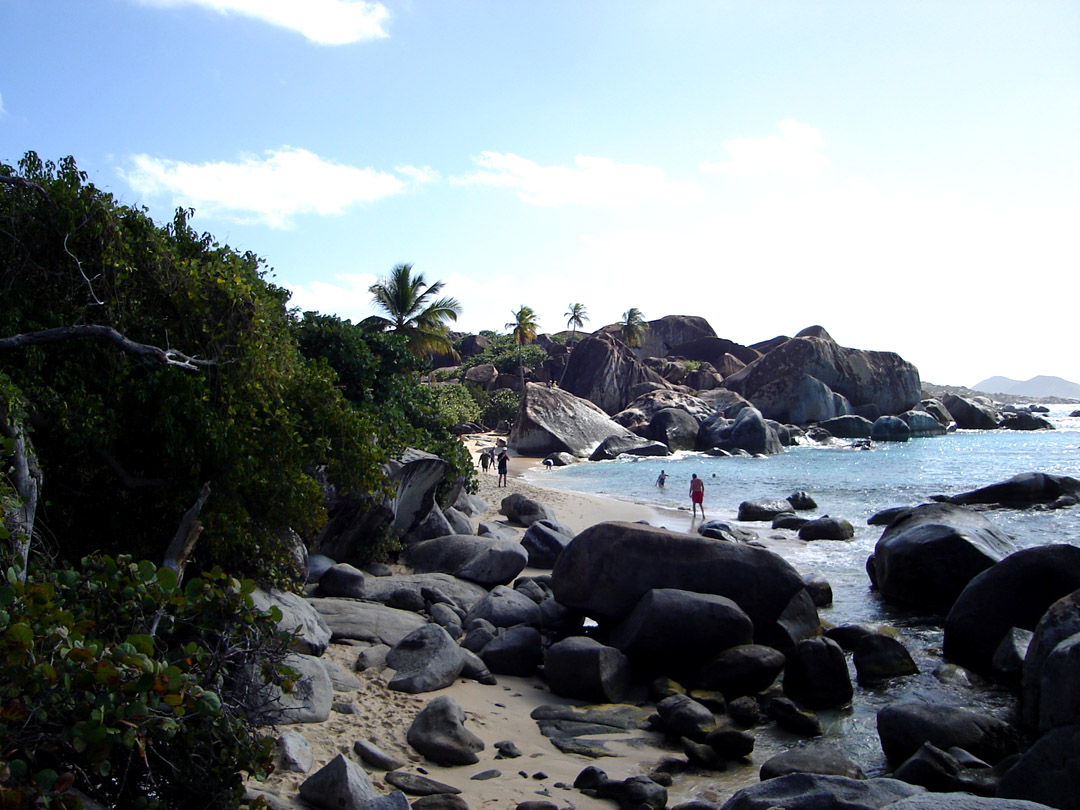
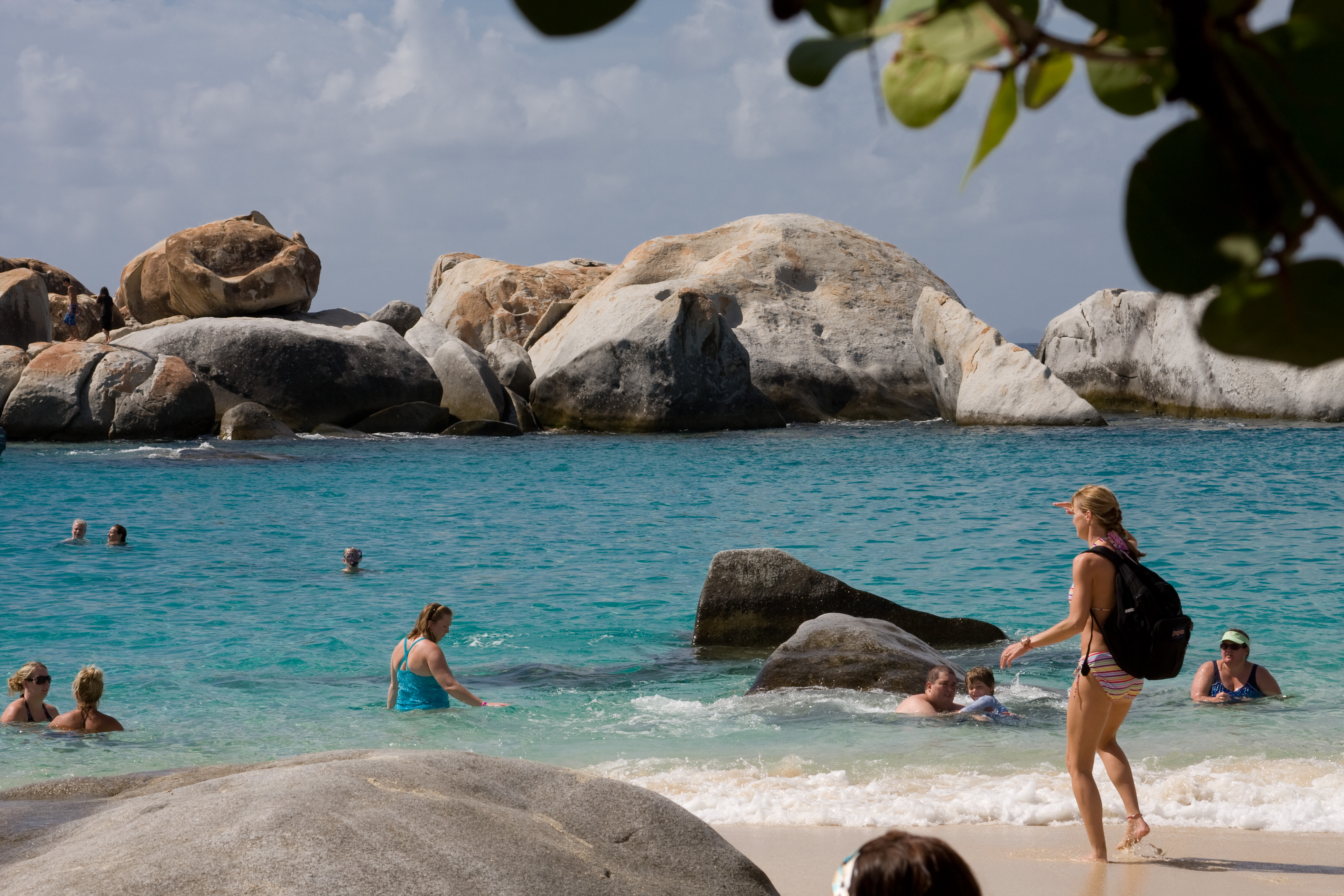
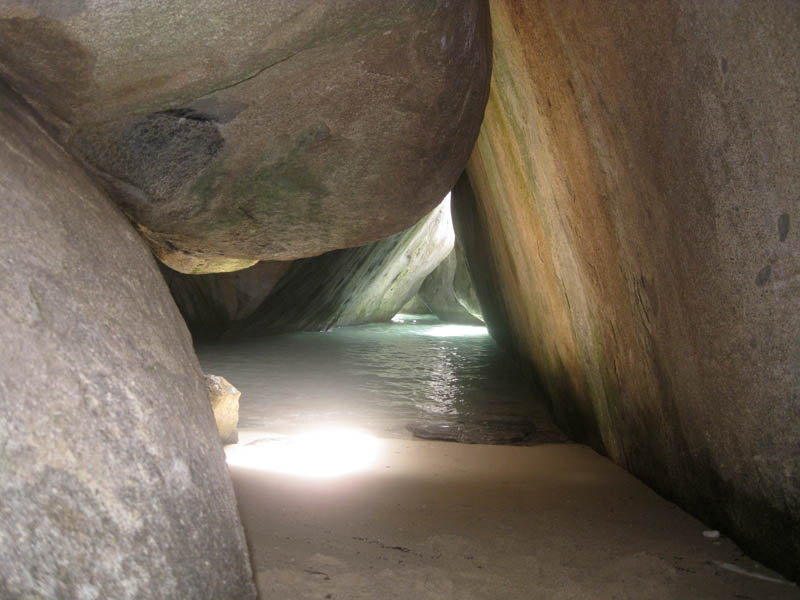
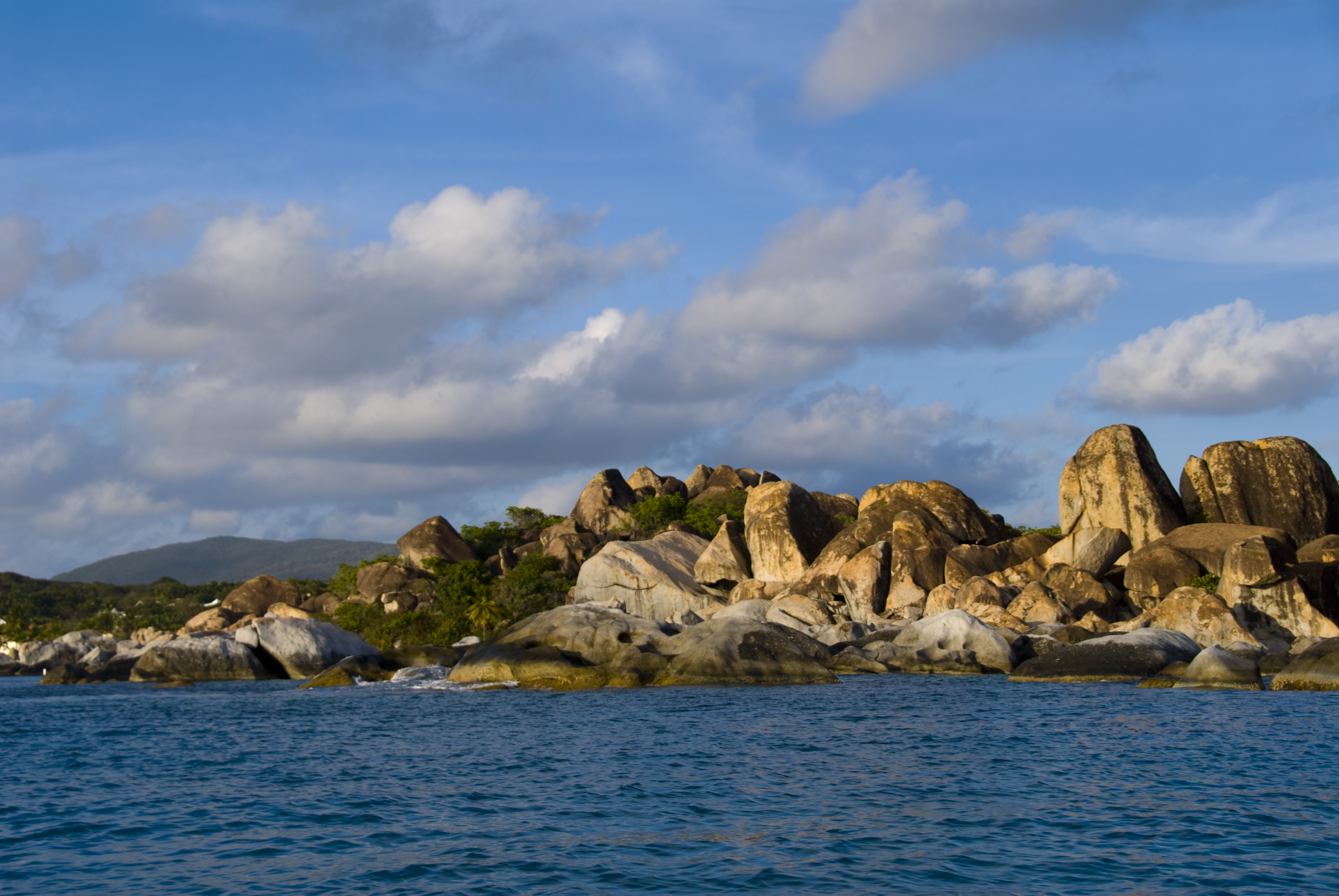
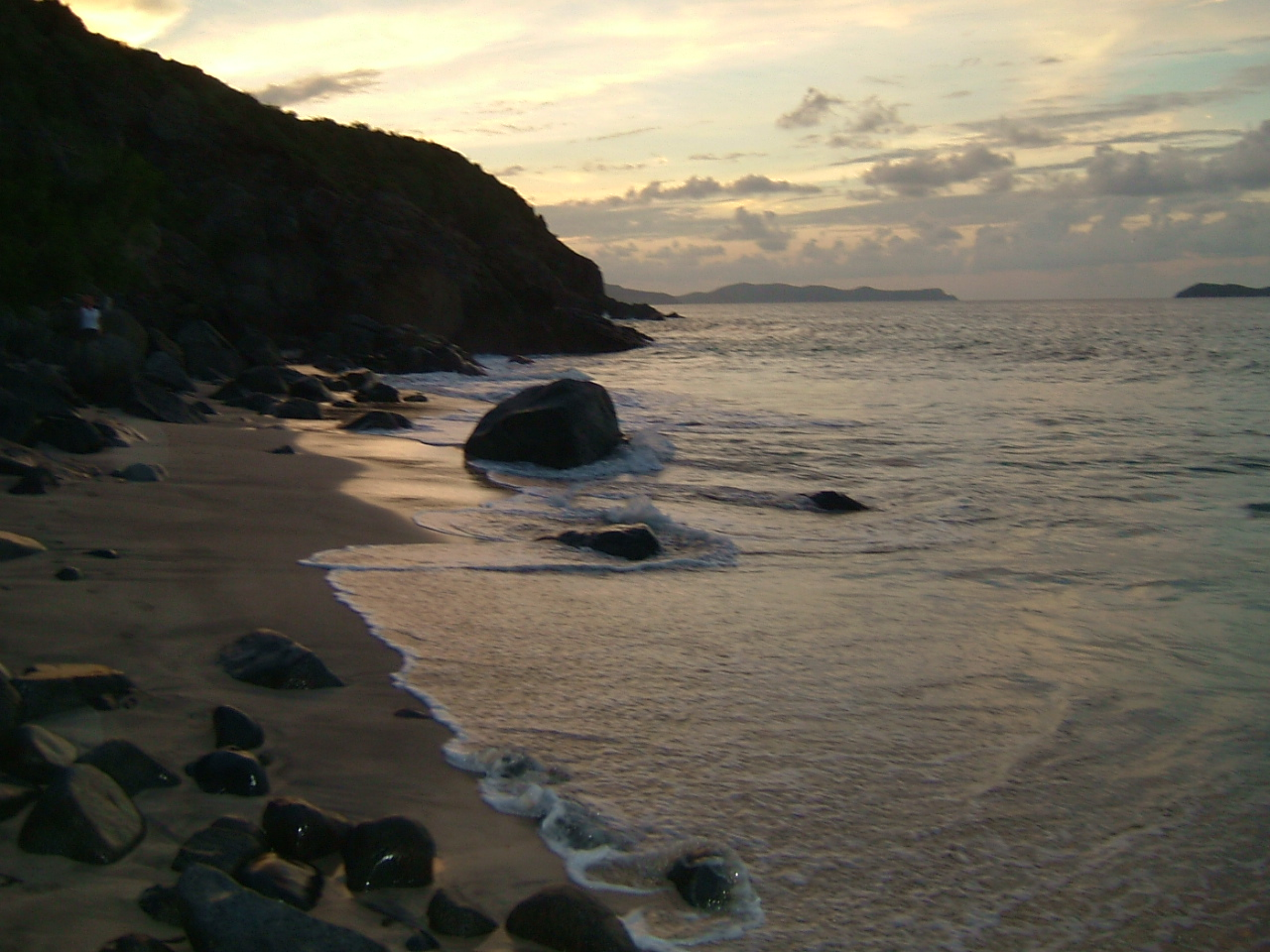
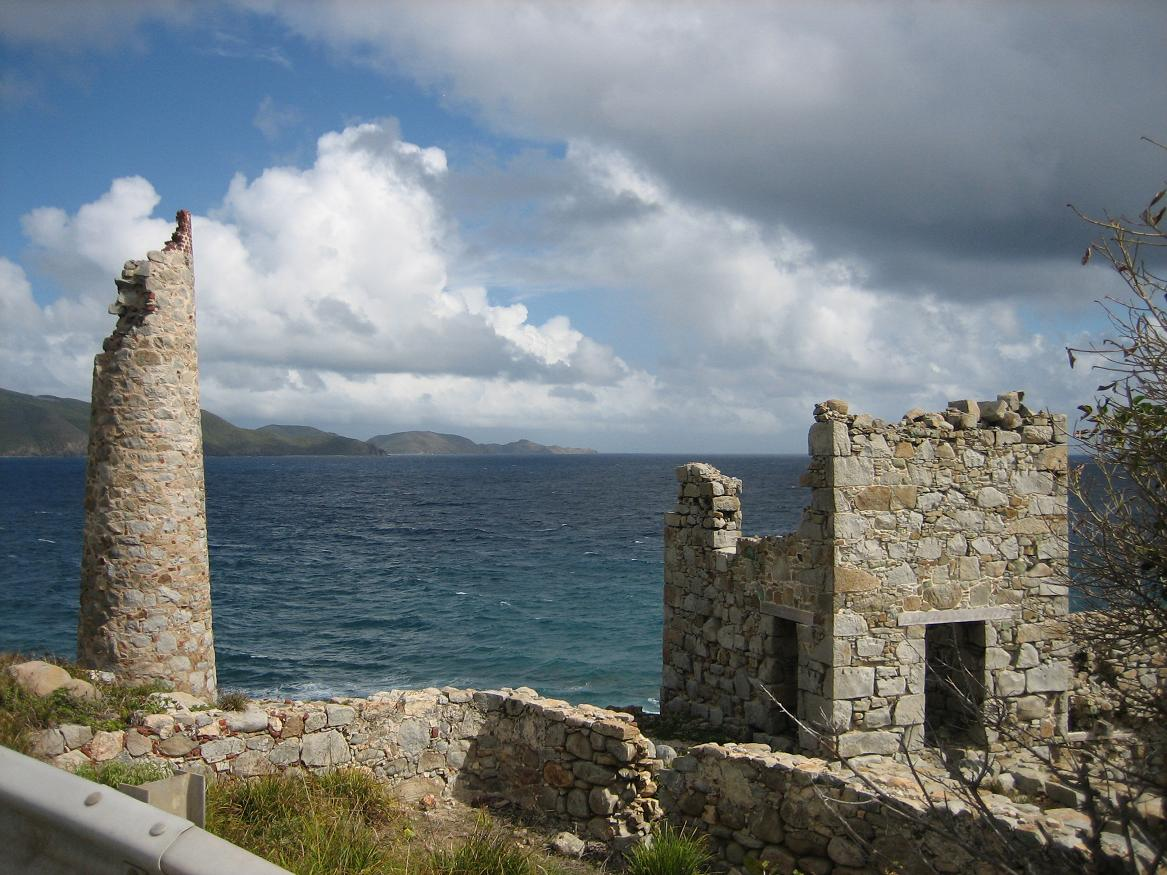